# 山内日向汰
山内 日向汰（やまうち ひなた、2001年5月30日 - ）は、神奈川県川崎市出身のプロサッカー選手。Jリーグ・ベガルタ仙台所属。ポジションはミッドフィールダー（MF）。

## 来歴
公開されているプロフィールでは愛知県名古屋市生まれであるが、神奈川県川崎市生まれである。3歳時に父の転勤で名古屋へ転居し幼稚園時にサッカーを始める。小学校1年時に横浜市へ転居。2年生時に川崎フロンターレのセレクションを受け、約600人が参加し山内と久保建英を含む3人が合格。以降川崎フロンターレの下部組織に所属するがユースからトップチームへは昇格はできず、桐蔭横浜大学へ進学。大学では2年時からレギュラーを掴み関東大学サッカー1部リーグでアシスト王のタイトルも獲得。1・2年生の選手で出場した第5回全日本大学サッカー新人戦では決勝進出するが専修大学に敗れ準優勝。第36回デンソーカップチャレンジサッカー福島大会ではU-20全日本選抜選出。2022年の3年次には中心選手として活躍し第102回天皇杯全日本サッカー選手権大会の2回戦で北海道コンサドーレ札幌を相手に2アシストを記録、試合は延長戦までもつれ込んだが3-4で敗戦。12月に開催された第71回全日本大学サッカー選手権では同大初の全国優勝を果たす。
2023年2月に川崎フロンターレへの加入内定が発表され、同年5月に特別指定選手認定。4月にはU-23日本代表候補へ初選出され10月に韓国で行われたDENSO CUP SOCCER第22回⼤学⽇韓（韓⽇）定期戦では全日本大学選抜のメンバーとして10番を付け参加し先制点を決めチームとしても22回目の定期戦で初のアウェイ勝利を挙げた。2024シーズンから川崎フロンターレへ加入。2024年2月17日、FUJIFILM SUPER CUP 2024のヴィッセル神戸戦にてプロ初先発出場する。同年3月30日、FC東京との多摩川クラシコで、82分から出場しJリーグ初出場。その直後の83分、高井幸大のパスから木本恭生を抜かし、同じく途中交代で出場の桐蔭横浜大学の1年先輩・同じ5月30日が誕生日で親友である山田新のゴールをアシストした（本人曰く、泣いていなかったが、チームメイトからは「嬉しすぎて泣いていた」と言われた。）。
2025年7月22日、ベガルタ仙台へ期限付き移籍することが発表された。

## 所属クラブ
- アクアジュニアFC兼シルフィード (名古屋市立上社小学校)
- 横浜バディ (横浜市立南山田小学校)
- 横浜港北SC
- 2011年 - 2013年 川崎フロンターレU-12 (横浜市立北山田小学校)
- 2014年 - 2016年 川崎フロンターレU-15 (横浜市立東山田中学校)
- 2017年 - 2019年 川崎フロンターレU-18 (神奈川県立新栄高等学校)
- 2020年 - 2023年 桐蔭横浜大学
  - 2023年5月 - 同年12月  川崎フロンターレ (特別指定選手)
- 2024年 -  川崎フロンターレ
  - 2025年7月 -  ベガルタ仙台 (期限付き移籍)

## 個人成績
| 国内大会個人成績 | 国内大会個人成績 | 国内大会個人成績 | 国内大会個人成績 | 国内大会個人成績 | 国内大会個人成績 | 国内大会個人成績 | 国内大会個人成績 | 国内大会個人成績 | 国内大会個人成績 | 国内大会個人成績 | 国内大会個人成績 |
| 年度             | クラブ           | 背番号           | リーグ           | リーグ戦         | リーグ戦         | リーグ杯         | リーグ杯         | オープン杯       | オープン杯       | 期間通算         | 期間通算         |
| 年度             | クラブ           | 背番号           | リーグ           | 出場             | 得点             | 出場             | 得点             | 出場             | 得点             | 出場             | 得点             |
| 日本             | 日本             | 日本             | 日本             | リーグ戦         | リーグ戦         | リーグ杯         | リーグ杯         | 天皇杯           | 天皇杯           | 期間通算         | 期間通算         |
| ---------------- | ---------------- | ---------------- | ---------------- | ---------------- | ---------------- | ---------------- | ---------------- | ---------------- | ---------------- | ---------------- | ---------------- |
| 2022             | 桐蔭横浜大       | 8                | 他               | -                | -                | -                | -                | 1                | 0                | 1                | 0                |
| 2024             | 川崎             | 26               | J1               | 16               | 0                | 0                | 0                | 2                | 0                | 18               | 0                |
| 2025             | 川崎             | 26               | J1               | 3                | 1                | 0                | 0                | 0                | 0                | 3                | 1                |
| 2025             | 仙台             | 32               | J2               |                  |                  |                  |                  |                  |                  |                  |                  |
| 通算             | 日本             | 日本             | J1               | 19               | 1                | 0                | 0                | 2                | 0                | 21               | 1                |
| 通算             | 日本             | 日本             | J2               |                  |                  |                  |                  |                  |                  |                  |                  |
| 通算             | 日本             | 日本             | 他               | -                | -                | -                | -                | 1                | 0                | 1                | 0                |
| 総通算           | 総通算           | 総通算           | 総通算           | 19               | 1                | 0                | 0                | 3                | 0                | 22               | 0                |

| 国際大会個人成績 | 国際大会個人成績 | 国際大会個人成績 | 国際大会個人成績 | 国際大会個人成績 |
| 年度             | クラブ           | 背番号           | 出場             | 得点             |
| AFC              | AFC              | AFC              | ACL              | ACL              |
| ---------------- | ---------------- | ---------------- | ---------------- | ---------------- |
| 2023-24          | 川崎             | 26               | 0                | 0                |
| 通算             | AFC              | AFC              | 0                | 0                |

- 2023年は特別指定選手（出場なし）

## 代表・選抜歴
- 2022年 U-20全日本選抜
  - 第36回デンソーカップチャレンジサッカー福島大会
- 2023年 U-23日本代表候補
- 2023年 全日本大学選抜
  - DENSO CUP SOCCER第22回⼤学⽇韓(韓⽇)定期戦

## タイトル

### クラブ
桐蔭横浜大学
- 神奈川県サッカー選手権大会 : 1回 (2022年)
- 全日本大学サッカー選手権大会 : 1回 (2022年)

川崎フロンターレ
- FUJIFILM SUPER CUP : 1回 (2024年)

### 個人
- 2021年 関東大学サッカーリーグ1部 アシスト王